# Nguyễn Phước Ưng Bình
Ưng Bình Thúc Giạ Thị (膺苹菽野氏, 1877 - 1961), tên thật là Nguyễn Phúc Ưng Bình (chữ Hán: 阮福膺苹), hiệu Thúc Giạ Thị (菽野氏); là một hoàng thân nhà Nguyễn và là nhà thơ Việt Nam thời tiền chiến.

## Tiểu sử
Ông sinh ngày 9 tháng 3 năm 1877 tại Vĩ Dạ, Huế; là con quan Hiệp tá Tiểu Thảo Nguyễn Phúc Hường Thiết và bà Nguyễn Thị Huệ, và là cháu nội nhà thơ Tuy Lý Vương Miên Trinh.
Thuở nhỏ, Ưng Bình học ở Huế. Sau khi tốt nghiệp trường Quốc Học Huế và đỗ đầu kỳ thi Ký lục năm 1904, ông được bổ làm Ký lục ở Huế.
Năm 1909, lúc 32 tuổi, ông đỗ Cử nhân Hán học; được bổ làm Tri huyện, sau lần lượt thăng Tri phủ, Viên ngoại, Thị lang.
Năm 1922, ông làm Bố chính Hà Tĩnh, Tuần vũ, Phủ doãn Thừa Thiên.
Năm 1933, khi 57 tuổi, ông về hưu và được thăng Thượng thư trí sự.
Năm 1939 - 1940, ông làm Hội trưởng Hội Truyền bá Quốc ngữ Trung Kỳ.
Năm 1940 - 1945, ông được bầu làm Viện trưởng Viện dân biểu Trung kỳ.
Năm 1943, khi 67 tuổi, ông được thăng Hiệp tá Đại học sĩ.
Ưng Bình Thúc Giạ Thị mất ngày 4 tháng 4 năm 1961 tại nhà vườn Chu Hương, nằm bên bờ sông Hương, thuộc thôn Vỹ Dạ (Huế), thọ 84 tuổi. Con gái của ông là nhà thơ Công Tằng Tôn Nữ Hỷ Khương.

## Tác phẩm
Ưng Bình Thúc Giạ Thị viết rất nhiều thể loại: thơ (có trên ngàn bài), ca Huế, ca trù, hò Huế, tuồng, nhạc...
- Tác phẩm viết bằng chữ Hán:

-Lộc Minh thi tập gồm 227 bài
- Tác phẩm viết bằng Quốc ngữ, đã xuất bản có:

-Tình Thúc Giạ (1942)
-Bán buồn mua vui (1954)
-Đời Thúc Giạ (1961)
-Tiếng hát sông Hương (1972)
-Thơ ca tuyển (1992)
- Tuồng:

-Tuồng Lộ Địch (1936), dựa theo vở kịch Le Cid nổi tiếng của nhà bi kịch cổ điển Pháp - Pierre Corneille (1606 - 1684).
-Tuồng tào lao (1937), dựa theo một truyện cổ.

## Thành tựu nghệ thuật
Trích trong sách Việt Nam thi nhân tiền chiến của Nguyễn Tấn Long-Nguyễn Hữu Trọng:
Đọc thơ tiên sinh ta hãy thụ cảm lấy khía cạnh độc đáo, khác lạ của người. Thi nhân trẻ có những cái mà tiên sinh không có; trái lại, cụ già này cũng có những cái mà bạn trẻ không có….Nếu thi ca của nhóm người trẻ là cái gì bừng khởi như sóng động,…thì tiếng thơ của cụ Ưng Bình vẫn ghi lại đều đều những biến chuyển xảy ra trên đất nước này, cho dân tộc này, cho xã hội này và cho cả cá nhân của tiên sinh nữa...Nghĩa là, chiếc bút ấy tựa như có sứ mệnh của nhà chép sử, mượn thi ca để ghi lại từng niên kỷ, từng sự kiện, từng lớp sóng phế hưng...
Trích trong sách Văn thi sĩ tiền chiến của Nguyễn Vỹ:
Chỉ đọc đôi ba bài tuyệt diệu, cũng thông cảm được hết nỗi lòng hồi hộp băn khoăn của thi sĩ, dù là một tiếng thở, một lời than, ký thác trong âm điệu của mỗi dòng, mỗi chữ. Thơ của cụ Ưng Bình Thúc Giạ Thị vừa nhẹ nhàng, trang nhã, vừa hàm súc bao ý nghĩa. Cụ kế tiếp được những truyền thống thi cảm Tuy Lý Vương, truyền thống Nho phong mà chúng ta cảm thấy như không còn ai tiếp nối nữa.
Một bài thơ như bài "Bảy mươi tuổi tự thuật" (trích bên dưới) của cụ Ưng Bình viết năm 1946, có thể nói là một kiệt tác...
Nhà văn Triệu Xuân đút kết:
Lộc Minh Đình Thi Thảo gồm 197 bài thơ chữ Hán (có sách nói là 227 bài), ở đó hàm chứa biết bao nỗi lòng, tâm sự của Ưng Bình Thúc Giạ Thị.
Ông là chắt nội của vua Minh Mạng, hoạn lộ vô cùng may mắn, sinh thời được nhiều tầng lớp người trân trọng. Thế nên, trong thơ ông ít thấy niềm đau và nỗi buồn như trong thơ của Lý Bạch, Đỗ Phủ. Thế nhưng, toát lên từ những bài thơ viết về non sông gấm vóc, những thắng cảnh của quê hương đất nước, ta vẫn thấy phảng phất đâu đó nỗi buồn của nhà thơ trên từng chặng đường đời...Và chính nỗi buồn ấy đã có sức thuyết phục người đọc, lay động tâm tư người đọc, bởi nó rất thật!... Thơ chữ Hán của ông tuy không khắc họa hiện thực lầm than của tầng lớp dân nghèo...Nhưng trong thơ ông, tình người luôn hiển hiện. Những bài thơ hay nhất của ông đều chan chứa tình, đặc biệt là những bài ông giãi bày tâm sự, giãi bày nỗi buồn của một người luôn cảm thấy cô đơn... Ông là một người trọng tình nghĩa, nhà ông vốn là Thi xã Vĩ Hương Thi xã (sau đổi tên là Hương bình Thi xã) nức tiếng một thời...
Ngoài ra, ông tỏ ra say mê rành rẽ dân ca nhạc cổ của cả ba miền Bắc Trung Nam, từ dân ca Bắc Bộ đến cải lương ở Nam Bộ. Ưng Bình Thúc Giạ Thị đã góp phần quan trọng trong việc phát triển lên tầm nghệ thuật các làn điệu ca Huế và hò Huế. Đến mức, có những bài ca, câu hò do ông sáng tác đã nhanh chóng đi vào đời sống nhân dân, như:
Chiều chiều trước bến Văn Lâu
Ai ngồi ai câu, ai sầu ai thảm
Ai thương ai cảm, ai nhớ ai trông?
Thuyền ai thấp thoáng bên sông
Đưa câu mái đẩy chạnh lòng nước non...

## Thương tiếc
Ưng Bình Thúc Giạ Thị mất, thi sĩ Vũ Hoàng Chương có làm bài thơ điếu, trích:
Tình Thúc Giạ như thơ Thúc Giạ,
Đằm hai mái tuyết đổi cao sâu.
Hơn ai người đẹp ai khanh tướng,
Chẳng dám cùng xuân hẹn bạc đầu...
Thương tiếc ông, trong sách Văn thi sĩ tiền chiến của Nguyễn Vỹ, có đoạn: 
Nhiều lần tôi (Nguyễn Vỹ) dự định đi Huế thăm thi sĩ Thúc Giạ, nhưng vì bận rộn nhiều công việc, chưa đi được. Bỗng vào đầu năm 1961, tôi được tin cụ đau nặng, rồi mệnh chung...Năm 1964, nhân dịp đi Huế, tôi có đến viếng nhà cụ ở Vỹ Dạ. Một dinh thự cổ kính của vị quan cựu thần, nhưng vắng thi ông, chỉ còn lại một cảnh tiêu sơ quạnh quẽ, như một bức tranh hoang dã dưới bóng trời chiều. Thế kỷ đã đi qua trên khu vườn tịch mịch ấy.

## Trích tác phẩm
| Qua toà khâm sứ Sao lại tan hoang đến nỗi này? Gọi toà khâm sứ ở đây đây. Nhảy đầm viện cũ chan mưa gió, Tiếp khách phòng xưa loạn cỏ cây. Chị Bếp anh Bồi không đoái tưởng, Thầy Thông cậu Ký cũng xa bay. Quả bom cách mạng ai tàn phá, Đô hộ thôi rồi chánh phủ Tây! | Bảy mươi tuổi tự thuật Ngưỡng mong ơn Phật với ơn Trời, Tuổi thọ nay đà đến bảy mươi. Rượu có mùi hương nên uống mãi, Thi là thuốc bổ cứ ngâm chơi. Thuở ra sân khấu không làm rộn, Khi hạ vai tuồng ít hổ ngươi. Giở tấm gương vàng soi tóc bạc, Sương pha tuyết điểm lại càng tươi. | Buổi chiều đi dạo bờ sông tức cảnh Cảm thương danh lợi cả hai thằng Kẻ chống người chèo bộ nhí nhăng. Ghét cụm bèo trôi che bóng nước, Giận chòm mây nổi khuất vành trăng. Chim không nhát bẫy nhìn không đậu, Cá dại ham mồi thấy phải ăn. Câu hát bên sông thêm chạnh nỗi, Ông chài lơ lửng có nghe chăng! |

| Câu chuyện người hành khất Năm ngoái đi ăn mày, Năm nay cũng ăn mày. Năm ngoài được mười xu, Mua được hai lon gạo, Nấu được một om cơm, Đủ một ngày lếu láo. Năm nay được mười xu, Chỉ phần năm lon gạo. Đổ vô nước phập phồng, Không đầy nửa om cháo. | Tưới không đủ dạ dày, Nó thường kêu rạo rạo. Vải to thước năm đồng, Chợ đen còn lừa đảo. Giẻ rách kiếm không ra, Lấy chi mà vá áo. Đã gần tiết thu đông, Đã gần mùa lụt bão. Nón lủng tơi rách xài, Bước đường khôn gượng gạo. | Ai xuống võng lên dù, Ai gài đai đội mão. Có sẵn đức nhân từ, Có động lòng áo não, Giúp cho kẻ cơ hàn, Đặng nhờ nơi ôn bão. Chớ gọi rằng lửa xe, Không màn chi nước gáo. Chớ đổ cho vận mạng người đời, Chớ đổ cho quyền hành ông Tạo. |